# San José Mumunal
San José Mumunal är en ort i Mexiko.   Den ligger i kommunen Ocosingo och delstaten Chiapas, i den sydöstra delen av landet, 800 km öster om huvudstaden Mexico City. San José Mumunal ligger 809 meter över havet och antalet invånare är 105.
Terrängen runt San José Mumunal är varierad. Runt San José Mumunal är det glesbefolkat, med 16 invånare per kvadratkilometer. Närmaste större samhälle är San Antonio las Delicias, 4,9 km väster om San José Mumunal. I omgivningarna runt San José Mumunal växer i huvudsak städsegrön lövskog.